# Big Machine
BIG MACHINE – trzynasty album studyjny japońskiego zespołu B’z, wydany 17 września 2003 roku. Osiągnął 1 pozycję w rankingu Oricon i pozostał na liście przez 23 tygodnie, sprzedał się w nakładzie 746 451 egzemplarzy. Album zdobył status potrójnej platynowej płyty oraz nagrodę „Rockowy i Popowy Album Roku” podczas rozdania 18th Japan Gold Disc Award.

## Lista utworów
| Nr  | Tytuł                                                        | Czas |
| --- | ------------------------------------------------------------ | ---- |
| 1.  | „Arakure” (jap. アラクレ)                                    | 3:25 |
| 2.  | „Yasei no ENERGY” (jap. 野性のENERGY)                        | 4:39 |
| 3.  | „WAKE UP, RIGHT NOW”                                         | 3:18 |
| 4.  | „Hakanai Diamond” (jap. 儚いダイヤモンド Hakanai Daiyamondo) | 3:28 |
| 5.  | „I'm in love?”                                               | 2:59 |
| 6.  | „It’s Showtime!!”                                            | 4:00 |
| 7.  | „Ai to nikushimi no hajimari” (jap. 愛と憎しみのハジマリ)    | 4:26 |
| 8.  | „BIG MACHINE”                                                | 3:34 |
| 9.  | „Nightbird”                                                  | 3:56 |
| 10. | „Bluesy na asa” (jap. ブルージーな朝 Burūjī na asa)          | 3:57 |
| 11. | „Mabushii Sign” (jap. 眩しいサイン Mabushii Sain)            | 4:05 |
| 12. | „CHANGE THE FUTURE”                                          | 3:56 |
| 13. | „ROOTS”                                                      | 5:13 |

## Notowania
| Lista                                 | Pozycja |
| ------------------------------------- | ------- |
| Oricon Weekly Albums Chart            | 1       |
| Oricon Yearly Albums Chart (rok 2003) | 12      |

## Muzycy
- Tak Matsumoto: gitara, kompozycja i aranżacja utworów
- Kōshi Inaba: wokal, teksty utworów, aranżacja
- Shane Gaalaas: perkusja (#1-2, #6, #8-9, #11, #13)
- Brian Tichy: perkusja (#2-5, #7, #12)
- Chris Frazier: perkusja (#10)
- Akihito Tokunaga: gitara basowa, aranżacja